# Gouise
Gouise és un municipi francès, situat al departament de l'Alier i a la regió d'Alvèrnia-Roine-Alps. L'any 2007 tenia 218 habitants.

## Demografia

### Població
El 2007 la població de fet de Gouise era de 218 persones. Hi havia 80 famílies de les quals 12 eren unipersonals (12 homes vivint sols), 28 parelles sense fills, 32 parelles amb fills i 8 famílies monoparentals amb fills.
La població ha evolucionat segons el següent gràfic:
Habitants censats

### Habitatges
El 2007 hi havia 100 habitatges, 82 eren l'habitatge principal de la família, 10 eren segones residències i 8 estaven desocupats. Tots els 97 habitatges eren cases. Dels 82 habitatges principals, 58 estaven ocupats pels seus propietaris, 19 estaven llogats i ocupats pels llogaters i 4 estaven cedits a títol gratuït; 1 tenia una cambra, 2 en tenien dues, 8 en tenien tres, 23 en tenien quatre i 47 en tenien cinc o més. 68 habitatges disposaven pel capbaix d'una plaça de pàrquing. A 29 habitatges hi havia un automòbil i a 52 n'hi havia dos o més.

### Piràmide de població
La piràmide de població per edats i sexe el 2009 era:
| Homes | Edats   | Dones |
| ----- | ------- | ----- |
| 0     | 95 o +  | 0     |
| 0     | 90 a 94 | 0     |
| 0     | 85 a 89 | 0     |
| 0     | 80 a 84 | 4     |
| 0     | 75 a 79 | 0     |
| 4     | 70 a 74 | 4     |
| 8     | 65 a 69 | 8     |
| 12    | 60 a 64 | 12    |
| 12    | 55 a 59 | 4     |
| 8     | 50 a 54 | 4     |
| 4     | 45 a 49 | 8     |
| 8     | 40 a 44 | 12    |
| 12    | 35 a 39 | 4     |
| 12    | 30 a 34 | 12    |
| 0     | 25 a 29 | 0     |
| 8     | 20 a 24 | 4     |
| 4     | 15 a 19 | 12    |
| 4     | 10 a 14 | 12    |
| 8     | 5 a 9   | 0     |
| 8     | 0 a 4   | 0     |

## Economia
El 2007 la població en edat de treballar era de 150 persones, 110 eren actives i 40 eren inactives. De les 110 persones actives 104 estaven ocupades (64 homes i 40 dones) i 5 estaven aturades (3 homes i 2 dones). De les 40 persones inactives 10 estaven jubilades, 17 estaven estudiant i 13 estaven classificades com a «altres inactius».

### Ingressos
El 2009 a Gouise hi havia 88 unitats fiscals que integraven 226,5 persones, la mediana anual d'ingressos fiscals per persona era de 16.646 €.

### Activitats econòmiques
Dels 9 establiments que hi havia el 2007, 1 era d'una empresa alimentària, 4 d'empreses de construcció, 1 d'una empresa immobiliària, 1 d'una empresa de serveis i 2 d'empreses classificades com a «altres activitats de serveis».
Dels 4 establiments de servei als particulars que hi havia el 2009, 1 era una fusteria, 2 lampisteries i 1 empresa de construcció.
L'any 2000 a Gouise hi havia 17 explotacions agrícoles que ocupaven un total de 1.792 hectàrees.

## Poblacions més properes
El següent diagrama mostra les poblacions més properes.